# Stereopalpus mellyi
Stereopalpus mellyi är en skalbaggsart som beskrevs av Laferté-sénectère 1846. Stereopalpus mellyi ingår i släktet Stereopalpus och familjen kvickbaggar. Inga underarter finns listade i Catalogue of Life.